# Sint-Wandregesiluskerk (Bollezele)
De Sint-Wandregesiluskerk (Frans: Église Saint-Wandrille) is de parochiekerk van de gemeente Bollezele in het Franse Noorderdepartement.

## Geschiedenis
In de 12e eeuw stond hier een romaanse kerk, waarvan geen overblijfselen behouden zijn gebleven. De pilaren, welke in het 16e-eeuwse schip nog gehandhaafd waren, werden bij herbouwactiviteiten in de 19e eeuw vernietigd. De vieringtoren werd omstreeks 1600 vervangen door een nieuwe, terwijl in de 16e eeuw ook het schip van de oorspronkelijke kerk werd vervangen. Het bestond uit een kerk van twee gelijke beuken, de zuidbeuk werd nooit gebouwd, zodat er sprake is van een onvoltooide hallenkerk.
In 1865 werd het kerkhof verplaatst naar buiten het dorp. Van 1878-1882 werd de kerk grotendeels herbouwd in neogotische stijl naar ontwerp van Auguste Outters. Het oorspronkelijke schip werd toen gesloopt. Tussen 1895 en 1900 werd de zuidelijke transeptarm verlengd. In 1900 werd de inrichting van de koren aangepast.

## Gebouw
Het is een bakstenen bouwwerk, maar in de vieringtoren werd ook natuursteen toegepast. Het neogotische middenschip wordt geflankeerd door twee lagere zijbeuken. Voor het schip bevindt zich een portaalgebouw, waarboven zich een klein roosvenster bevindt. Er zijn drie koren van gelijke grootte.

## Interieur
Er zijn 16e-eeuwse schilderingen op hout; er is een renaissance-orgelkast van 1669; de altaren en de lambrisering zijn 18e-eeuws. Er is een miraculeus Mariabeeld.